# Racket Attack
Racket Attack är ett tennisspel till NES, utgivet i Japan som Moero!! Pro Tennis (燃えろ!!プロテニス?). Man kan välja mellan flera olika spelare.

### Fotnoter
1. 1 2  ”Release information”. MobyGames. http://www.mobygames.com/game/nes/racket-attack. Läst 7 augusti 2012.
2. ↑  ”North America release information and background”. Neoseeker. http://www.neoseeker.com/Games/Products/NES/moero_pro_tennis/. Läst 3 februari 2010.
3. ↑  ”Release information”. GameFAQs. Arkiverad från originalet den 5 augusti 2011. https://web.archive.org/web/20110805212517/http://www.gamefaqs.com/nes/587549-racket-attack/data. Läst 3 februari 2010.
4. 1 2 3  ”Racket Attack”. NES DB. 9 mars 1988. Arkiverad från originalet den 21 april 2014. https://web.archive.org/web/20140421064217/http://www.nesdb.se/game_more.php?id=1200&rid=1. Läst 19 april 2014.
5. ↑  ”Advanced synopsis”. Yahoo! Voices. Arkiverad från originalet den 10 februari 2013. https://archive.is/20130210013651/http://voices.yahoo.com/retro-video-game-reviews-racket-attack-nes-6853694.html. Läst 9 augusti 2012.